# Taipas do Tocantins
Taipas do Tocantins é um município brasileiro do estado do Tocantins.

## História
O município, no século passado, era apenas uma simples fazenda com algumas casas de palhas e, daí o nome de “Taipas”, colocado por um viajante desconhecido que passava em direção a Bahia.
Taipas era então uma fazenda pertencente aos primeiros emigrantes portugueses representado pelo coronel Joaquim Francisco de Azevedo, nascido em 1847 e falecido nesta cidade em 1916. Com o seu falecimento o seu filho José Francisco de Azevedo assumiu a liderança de toda a fazenda com os seus filhos aumentando assim o povoado, conhecido naquela época como a “Princesinha do Sertão”.
Com o falecimento de José Francisco de Azevedo, assume a liderança o seu filho primogênito Joaquim Francisco de Azevedo, político que liderou por 50 anos o município, a época distrito da cidade de Dianópolis. O distrito foi emancipada em 1993.

## Geografia
Localiza-se a uma latitude 12º11'18" sul e a uma longitude 46º59'19" oeste, estando a uma altitude de 407 metros. Sua população estimada em 2012 era de 2100 habitantes.

## Turismo
A Serra Testa Branca, está localizada a 6 km de Taipas do Tocantins, onde pode fazer trilha, rapel, escalada entre outros esportes.
Festas populares: aniversário da cidade, festa junina, festa do Divino Pai Eterno e festa de Nossa Senhora do Rosário.
Padroeiro: Divino Pai Eterno (7 de julho).